# End Game
«End Game» —en español: «Juego final»—es una canción escrita e interpretada por la cantante y compositora estadounidense Taylor Swift, con el cantante británico Ed Sheeran y el rapero estadounidense Future, grabada para su sexto álbum de estudio, Reputation (2017).  La canción, escrita por el trío de artistas y productores Max Martin y Shellback, fue lanzada por primera vez en la radio pop francesa contemporánea como el tercer sencillo del álbum el 14 de noviembre de 2017. Más tarde fue enviada a la exitosa radio contemporánea el 26 de enero de 2018 en el Reino Unido.

## Promoción y lanzamiento
El 14 de noviembre de 2017, la semana en que se lanzó Reputation, esta canción fue lanzada en la exitosa radio contemporánea en Francia.  El 11 de enero de 2018, Swift anunció que el video musical de "End Game" se lanzará a medianoche.  "End Game" fue lanzado en la exitosa radio contemporánea en la radio del Reino Unido el 26 de enero de 2018.

## Composición
"End Game" fue escrito por Swift, Max Martinand Shellback, y fue producido por los dos últimos.  "End Game" tiene una duración de cuatro minutos y cuatro segundos y tiene un tempo de 80 latidos por minuto en tiempo de corte.  Swift lo realiza en la clave de A Minor en un rango de rango vocal de R3 a M5. Musicalmente, la canción es una "canción de R&B". "End Game" se centra en la idea de que Swift quiere ser el "fin del juego" de algún chico o el objetivo al que apunta.  Si bien no deja en claro quién es este tipo, Internet parece conjeturar que, dado que tiene una gran "reputación", debe ser Ed Sheeran.

## Recepción crítica
En una revisión de  Pitchfork , un crítico escribió que "End Game" es "una canción que absorbe y regurgita los sonidos hibridados de 2017 rap  y  R&B ".  pero también señaló "hay algo muy poco inspirado en asignarle a Martin el ensamblaje de un compuesto suave, en lugar de ir directamente a la fuente, que no estaría al menos un poco curioso sobre lo que haría una pista de Taylor Swift y Metro Boomin  ¿suena como? "   Vulture  predicho es uno de los sencillos más exitosos que produciría el álbum debido a su ritmo pegadizo, especialmente debido a los versos aportados por  Future.
En una crítica positiva escrita por   Time , dice que "End Game" es una pista de estilo "autorreflexiva,  slow-jam". Una reseña de   Spin  sugirió que aunque la canción estaba "bien" en su descripción de encontrar el amor a pesar de la oposición, había sido mejorada por canciones anteriores, versos y álbumes de Future.

## Video musical
A principios de diciembre de 2017, Sheeran confirmó que un video musical para la canción sería lanzado.
El 10 de enero de 2018, Swift reveló a través de su aplicación de medios sociales "The Swift Life" que el video musical de la canción sería lanzado el 12 de enero y que el teaser del video se estrenaría en Good Morning America. También publicó algunas fotos del video. Al día siguiente, Swift publicó el teaser para el video en las redes sociales.
El 12 de enero de 2018, el video debutó en el canal de Swift Vevo. Es el séptimo video de Swift dirigido por José Kahn. El video muestra a Swift en varios lugares con Future en un yate en Miami, Florida, con Sheeran en un club nocturno en Tokio, Japón, y con varios amigos en un autobús de dos pisos en Londres, Inglaterra. En una escena de Miami, Future es visto conduciendo un Lamborghini Aventador valorado en $500,000. En una de las escenas de Londres, Swift es vista sentada en un bar jugando Snake en una videoconsola portatill, montando una motocicleta a través de Tokio mientras llevaba un traje piel de serpiente, y bebiendo bebidas a través de una paja de serpiente, todas las referencias a su reputación de "serpiente". Este vídeo actualmente tiene más de 3000 millones de visitas en YouTube. 

## Sinopsis
El video musical comienza lentamente con Swift mirando por la ventana de un edificio de gran altura, pero el video acelera tan pronto como la canción lo hace. A lo largo del video, Swift va a diferentes ciudades, como Miami, Tokio y Londres. En todas las ciudades, se la ve con los cantantes Future y Ed Sheeran. A medida que se muda de ciudad en ciudad, también pasa de estar con Future a pasar el rato con Ed Sheeran. Cuando Swift está con Future los dos están vestidos de negro, y cuando aparece con Ed Sheeran, lleva una camisa de franela y pantalones cortos. El video termina de Swift y Sheeran actuando juguetonamente el uno con el otro, con Swift robando las gafas de Sheeran y los dos bailando juntos bajo el cielo nocturno de Londres.

## Rendimiento comercial
La canción debutó en el número 86 en   Billboard  Hot 100 en la fecha que finaliza el 9 de diciembre de 2017, pasando al número 83 la semana siguiente. La pista saltó al número 36 en su tercera semana, dándole a Swift su entrada número cuarenta y cinco, y finalmente alcanzó el número 18 convirtiéndose en el tercer sencillo consecutivo de Reputation en el top 20. La semana siguiente,  cayó al número 30. Desde entonces, la canción alcanzó el número 10 en el  Billboard  Mainstream Top 40 dando a Swift sus 15 la entrada de los diez primeros en la tabla.  También alcanzó su punto máximo en el número 16 en Adult Top 40 y en el número 25 en  Rhythmic Songs.
En Canadá, la canción alcanzó inicialmente el número 53 pero subió al número 11 en Canadian Hot 100 luego del lanzamiento de su video musical.
En Australia, alcanzó el número 36. La semana siguiente bajó al número 40. En el Reino Unido, la canción debutó en el número 87 y luego alcanzó el número 49.

## Certificaciones
| Región         | Certificación | Ventas    |
| -------------- | ------------- | --------- |
| Australia      | Oro           | 35 000    |
| Brasil         | Oro           | 20 000    |
| Canadá         | Platino       | 80 000    |
| Estados Unidos | Platino       | 1 000 000 |